# Gabriel Debien
Gabriel Debien, né le 14 septembre 1906 à Pleumartin et mort le 1er mai 1990 à Créteil, est un historien moderniste français, spécialiste de l'histoire des Antilles et de l'esclavage.

## Biographie

### Carrière
Gabriel Debien est né le 14 septembre 1906 à Pleumartin dans le département de la Vienne. Il suit ses études supérieures à l'université de Poitiers.
Gabriel Debien soutient ses thèses pour le doctorat ès lettres en Sorbonne en 1951. La thèse principale s'intitule Les colons de Saint-Domingue et la Révolution. Essai sur le club Massiac (août 1789-août 1792). La thèse complémentaire porte sur Les engagés pour les Antilles (1634-1715),.
Il est d'abord maître de conférences à l'université du Caire de 1932 à 1956. Il doit quitter précipitamment l'Égypte en novembre 1956. Il devient ensuite professeur des universités, d'abord, de 1957 à 1967, à l'université de Dakar, dont il fonde le département d'histoire, puis à l'université de Nantes de 1967 à 1972,.

### Historien de l'esclavage aux Antilles
Dans sa thèse principale, Gabriel Debien étudie, de manière exhaustive, le club Massiac, un groupe de pression constitué à Paris de colons propriétaires d'esclaves de Saint-Domingue dans le but de lutter contre la propagande abolitionniste de la Société des amis des Noirs. La thèse complémentaire est une étude les plus de six mille contrats d'engagement pour les Antilles passés à La Rochelle entre 1620 et 1715.
En 1974, Gabriel Debien publie une grande synthèse consacrée aux esclaves dans les Antilles françaises, basée sur l'étude d'une trentaine de sucreries, caféières et indigoteries, pour beaucoup situées à Saint-Domingue. Selon Frédéric Mauro, il s'agit d'une « une véritable somme ». C'est son ouvrage le plus connu.
Il écrit également de nombreux articles publiés en tirés à part et dans différentes revues et participe volontiers aux travaux des sociétés savantes, aux Antilles et en Poitou. Il publie notamment régulièrement  dans la Revue d'histoire des colonies, qui deviendra la revue Outre-mers, dans la Revue de la Société haïtienne d’histoire et de géographie, et dans les Annales des Antilles. Ses très nombreuses Notes d'histoire coloniale, régulièrement publiées, constituent un matériau important d'histoire  des Antilles françaises.
Ses travaux, donnant à lire les sources, sont fondés sur une analyse rigoureuse de celles-ci et la méfiance envers les généralisations hâtives. Cette réticence à la synthèse lui est parfois reprochée. Il exhume beaucoup de documents nouveaux, souvent tirés des archives des familles de colons. En 1977, dans un article cosigné avec Marie-Antoinette Ménier et Jean Fouchard, il démontre définitivement que Toussaint Louverture a été affranchi bien avant la révolution haïtienne, en 1776,.
De la Seconde Guerre mondiale aux années 1970, Gabriel Debien est l'un des acteurs majeurs de l'historiographie des Antilles,. Il meurt le 1er mai 1990 à Créteil selon l'état civil. Denise Bouche et David P. Geggus affirment qu'il est mort à Paris,.

## Principaux ouvrages
- Les engagés pour les Antilles (1634-1715), Abbeville, F. Paillart, 1951, 277 p.[15].
- Les colons de Saint-Domingue et la Révolution, Essai sur le club Massiac (août 1789-août 1792), Paris, Armand Colin, 1953[16],[17],[18],[19].
- Plantations et esclaves à Saint-Domingue, Dakar, Faculté des Lettres et Sciences Humaines,, coll. « Publications de la Section d'Histoire » (no 3), 1962, 184 p.[20],[21].
- Les esclaves aux Antilles françaises (XVIIe – XVIIIe siècles), Basse-Terre - Fort-de-France, Société d'histoire de la Guadeloupe - Société d'histoire de la Martinique, 1974 (réimpr. 2000), 529 p. (ISBN 9782900339329)[5],[22],[23],[11],[24].

### Notices biographiques
- Denise Bouche, « Gabriel Debien (1906-1990) », Outre-Mers. Revue d'histoire, vol. 77, no 287,‎ 1990, p. 213–215 (lire en ligne, consulté le 29 octobre 2023).
- (en) David P. Geggus, « Gabriel Debien (1906-1990) », The Hispanic American Historical Review, vol. 71, no 1,‎ 1991, p. 140–142 (ISSN 0018-2168, lire en ligne, consulté le 29 octobre 2023).